# Humor i helgade hyddor
Humor i helgade hyddor är en serie böcker, författade av Roberth Johansson. Böckerna handlar om komiska händelser, ofta i form av felsägningar, som skett inom kyrkans ramar. Illustrationerna är gjorda av Bo Göransson (född 1962). Bland de många personer som nämns märks predikanter som C. G. Hjelm, Hilding Fagerberg och Uno Davidson.